# Guerre Yunnan-Guangxi
 (signalé en mai 2025).
Si vous disposez d'ouvrages ou d'articles de référence ou si vous connaissez des sites web de qualité traitant du thème abordé ici, merci de compléter l'article en donnant les références utiles à sa vérifiabilité et en les liant à la section « Notes et références ».
- Archive Wikiwix
- Bing
- Cairn
- DuckDuckGo
- E. Universalis
- Gallica
- Google
- G. Books
- G. News
- G. Scholar
- Persée
- Qwant
- (zh) Baidu
- (ru) Yandex
- (wd) trouver des œuvres sur Wikidata

La guerre Yunnan–Guangxi est une guerre de succession entre deux seigneurs de guerre chinois pour le contrôle du Parti nationaliste chinois après la mort de Sun Yat-sen en 1925. Elle opposa d'un côté la clique du Yunnan et de l'autre la nouvelle clique du Guangxi.

## Prélude au conflit
Le 18 mars 1925, six jours après le décès de Sun Yat-sen, Tang Jiyao, seigneur de guerre de la clique du Yunnan, prétend être le véritable successeur de Sun Yat-sen devant diriger le Kuomintang et donc la province du Guangdong. Il s'oppose ainsi frontalement à l'influent idéologue Hu Hanmin et aux cadres du parti du Kuomintang. Pourtant, Tang Jiyao a de solides atouts et un grand prestige en chine. Car Il avait été un des premiers leaders révolutionnaires qui mena la révolution de 1911 qui chassa la dynastie des Qing, puis fut le moteur de la résistance républicaine contre les prétentions monarchiques de Yuan Shikai au cours de la guerre de protection de la nation. C'est lui également qui organisa le Mouvement de protection de la constitution, et aida Sun Yat-sen au cours des guerres Guangdong-Guangxi (1920-1921) puis lors de la révolte de Chen Jiongming (1924). 

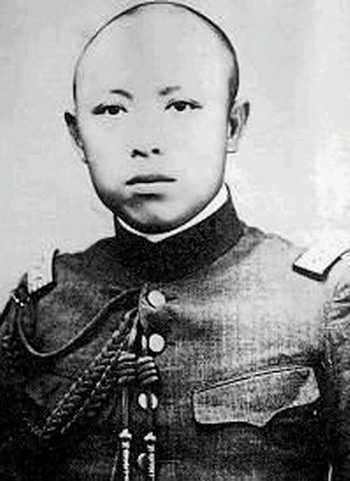
Tang Jiyao

Dirigeant la province du Yunnan, Tang Jiyao était donc une très importante figure politique de l'époque en Chine. Malgré cela, ses relations avec Sun Yat-sen étaient aussi orageuses. Il avait composé, au grand dam du Kuomintang, avec le gouvernement de Beiyang et d'autres cliques chinoises du nord pour assurer son pouvoir au Yunnan, refusa d'aider Sun Yat-sen à participer à son projet d'Expédition du Nord. Surtout, il n'avait pas oublié que Sun Yat-sen avait reconnu l'autorité de Gu Pinzhen, qui avait brièvement renversé Tang Jiyao en 1921.

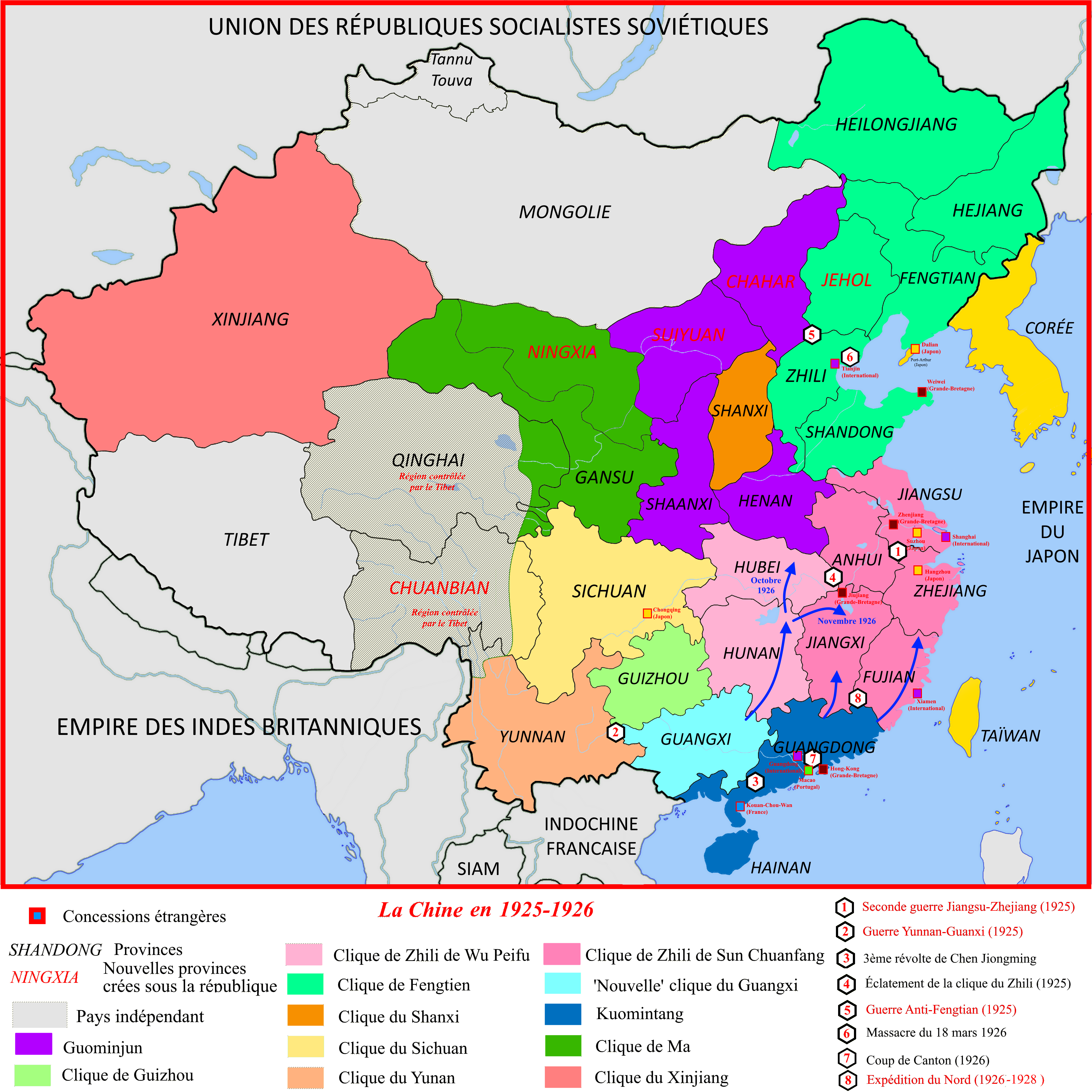
Carte de la Chine en 1925

Étant donné qu'il était le plus talentueux général de la chine du sud, Tang Jiyao pensait qu'il était le leader naturel de la révolution chinoise. Il justifia ses prétentions à la succession de Sun Yat-sen en se basant sur le titre honorifique de « vice-généralissime » que ce dernier lui avait accordé en 1924. En réalité, Tang Jiyao avait refusé le titre en apprenant qu'il était inférieur à celui donné à Hu Hanmin. Les principaux dirigeants du parti du Kuomintang finalement rejettent Tang Jiyao et le considèrent alors comme un usurpateur.
Enfin, l'année 1925 était mouvementée pour la Chine car de nombreuses guerres accaparaient les seigneurs de la guerre. Ainsi, la guerre Jiangsu-Zhejiang se poursuivait, faisant éclater la clique du Zhili en deux groupes. D'autre part, une coalition hétéroclite de diverses cliques chinoises déclenchèrent la guerre anti-Fengtian contre la puissante clique du Fengtian. Donc les cliques du Nord et du centre de la Chine étaient trop occupées pour pouvoir intervenir dans ce conflit.

## Déroulement des hostilités
Frustré, Tang Jiyao commença a rallier ses forces du Yunnan et ses alliés de la clique du Guizhou pour organiser une expédition militaire vers Guangzhou. L'apprenant, Hu Hanmin sollicita l'aide de Li Zongren, seigneur de la guerre de la nouvelle clique du Guangxi pour former une ligne de défense commune. Li Zongren réussi à bloquer l'invasion des armées du Yunnan au cours de l'été 1925. Li Zongren y acquis alors un prestige et une stature nationale qui lui permettra d'être nommé Président la République de Chine par intérim en 1946.
Tchang Kaï-chek acquit également au cours de cette guerre la renommée et le prestige qui l'ont sorti de l'obscurité. D'autant qu'en août 1925, l'aile droite de Hu Hanmin fut accusée d'avoir fomenté l'assassinat de Liao Zhongkai. Tchang Kaï-shek et Wang Jingwei firent alors arrêter Hu Hanmin et l'exilèrent. Désormais, ces deux hommes avaient le contrôle du Kuomintang. De plus, Tchang Kaï-shek releva le général Xu Chongzhi du commandement de toutes les forces militaires du Kuomintang. Il soupçonnait que le général avait trempé dans l'assassinat de Liao Zhongkai ou d'avoir été inapte à assurer sa protection. Xu Chongzhi était surtout un loyal ami de Chen Jiongming En le révoquant et le remplaçant par lui-même, Tchang Kaï-shek contrôlait désormais toute l'armée du Kuomintang, détruisait le pouvoir de Chen Jiongmin et devenait le maître incontesté du Kuomintang, Wang Jingwei gardant la mainmise sur le Guangdong. Profitant de la guerre, Tchang Kaï-shek révoqua de hauts cadres du parti comme Lin Sen et Dai Jitao.
En septembre, Chen Jiongming, écarté et marginalisé, lança sa dernière rébellion dans le Guangdong qui fut brutalement écrasé par Tchang Kaï-shek. N'ayant plus de force, Chen Jiongming se rallia alors à Tang Jiyao et  sont devenus des alliés et fondèrent à San Francisco le Parti Zhi Gong au mois d'octobre. Ce nouveau parti politique chinois prônait le fédéralisme et une démocratie multipartite et installa son siège social à Hong Kong en 1926.
Au printemps 1926, Tchang Kaï-shek évinça finalement le seigneur de la guerre du Guangdong Wang Jingwei à la suite de du putsch de Canton déclenché par l'incident du navire de guerre Zhongshan. Dès lors, il avait le contrôle complet de la province du Guangdong et pouvait lancer sa campagne dite de l'expédition dans le Nord. 
Entre-temps, la guerre Yunnan–Guangxi piétinait et de nombreux généraux de Tang Jiyao désiraient se rallier au Kuomintang et participer à l'unification de la Chine. En février 1927, Long Yun força Tang Jiyao à se démettre et ce dernier mourut un mois plus tard à l'âge de 44 ans. 

## Conséquences
La clique du Yunnan, à la mort de Tang Jiyao, perdit beaucoup en influence. Elle dût abandonner son contrôle sur le Guizhou et ses prétentions sur le Guangdong. 
Cette guerre permit surtout à Tchang Kaï-Shek d'éliminer ses principaux rivaux et d'épurer les cadres du parti du Kuomintang : D'abord Hu Hamming, puis Chen Jiongming et enfin Wang Jingwei. À l'été 1926, il était devenu le leader incontesté du mouvement et se lança aussitôt dans l'Expédition du Nord pour unifier la Chine et mettre fin aux seigneurs de la guerre. 